# Порно-грайнд
Порно-грайнд (также известен как порнокор) — музыкальный жанр, разновидность грайндкора. Исходя из названия, темы данного жанра напрямую связаны с сексом и порнографией.

## История
В 1990 году Meat Shits издали 7-дюймовый альбом Pornoholic (с англ. — «Порноголик»), состоящий из 90 композиций. Он содержал в себе сэмплы из порнографических фильмов, непристойную обложку и насильственно-сексуализированные названия песен, например «Gag on My Semen» (с англ. — «Удушье с помощью моей спермы») и «Eyesocket Intercourse» (с англ. — «Сексуальный акт с глазницей»).
В 1991 году немецкий коллектив Gut издал свой лоу-фай-демо-альбом под названием Drowning in Female Excrements (с англ. — «Утопление в женских экскрементах»). Вскоре, порно-эстетика достигла ещё большего экстрима: разные исполнители начали соревноваться между собой за звание самого отвратительного.
Cannibal Corpse, наряду с другими дэт-метал-коллективами, отошли от кровавых тем к откровенным и, зачастую, мизогинистским изображениям изнасилований и убийств, сочиняя тексты песен, напоминающие отрывки из дневника какого-нибудь серийного убийцы.
В это время, Gut издавали в 90-е гг. разные семидюймовки, содержащие в себе рисунки, сексуализирующие кровавую тематику, и композиции с такими именованиями как «Hyperintestinal Vulva Desecration» и «Vomitorium Of Maggot-Infested Cunts». А их семидюймовый релиз 1995 года содержал в себе запечатанный презерватив.
Cock and Ball Torture после распада Gut стали пионерами данного жанра, благодаря таким песням как «Drowned in Sperm» (с англ. — «Утонувший в сперме») «Lesbian Duo Dildo Fuck» (с англ. — «Лесбийский трах с двусторонним дилдо»).

## Характеристика
В отличие от гор-грайнда, данный жанр проще и медленнее, а также имеет более роковое звучание (что демонстрируют Gut). Зачастую в порно-грайнде встречается много грува, также для данного жанра характерен «туалетный» вокал.
Однако главной особенностью порно-грайнда является не музыкальная составляющая, а тематика песен и визуализация, сфокусированные на порнографии. Порно-грайнд вполне может звучать как обычный грайндкор с «юношеской зацикленностью на сексе, насилии и их комбинации». Порно-грайнд содержит в себе сэмплы из порно-фильмов, тексты о сексуальном насилии и соответствующие обложки альбомов.

## Популярность
По наблюдениям Rolling Stone, не много людей слушают данный жанр. Просмотры видео на песню Cock and Ball Torture составляют меньше 120 тысяч, чего очень мало даже для андерграунда.
Примерно в 2008 году был очень короткий всплеск интереса к порно-грайнду, когда Relapse Records включили XXX Maniak и Throatplunger на обе противоположные стороны семидюймового сингла, вошедший в сборник Slime Wave этого же лейбла.
Несмотря на это, современный порно-грайнд не испытывает дефицита, в частности, в США, Германии, Италии, России, Украине, Чехии и Нидерландах.

## Полемика
В 2019 году жанр получил внимание со стороны крупных СМИ после массового убийства в Дейтоне, когда оказалось, что преступник Коннор Беттс неоднократно выступал с порно-грайнд-коллективом Menstrual Munchies. После этого случая, часть исполнителей и фанатов жанра возмутились, что такие медиа как Vice начали связывать непристойные темы порнограйнда с мотивами преступника. В то время, как исполнители данного жанра в открытую заявили, что не одобряют действий Коннора, некоторые другие порно-грайнд-исполнители удалились из соц. сетей или же сделали паузу в своём творчестве. Также некоторые группы вовсе прекратили играть музыку в данном жанре.
В Rolling Stone отметили, что это первый случай, когда крупная пресса уделила порно-грайнду столько внимания.

## Груви-грайнд
Груви-грайнд (англ. groovy grind) — разновидность порно-грайнда, возникшая с выходом дебютного полноформатного альбома Cock and Ball Torture — Opus(sy) VI в 2000 году. Для данного стиля характерны ритмическая пёстрость, средний темп, «булькающий» вокал и отсутствие текста. За CBT последовали такие коллективы как Rompeprop и Hymen Holocaust, которые пытались довести медленный темп до ещё большего экстрима, но так и не смогли достичь результата, подобного CBT. Целью групп, исполняющих подобную музыку, являются запоминающиеся мелодии, а не экстремальная скорость и интенсивность, характерная для классического грайндкора.